# 림비아테
림비아테(Limbiate, 롬바르디아어: Limbiaa lmo)는 이탈리아 롬바르디아주 몬차에브리안차도에 위치한 코무네로, 밀라노 북쪽으로 약 15 킬로미터 (9 mi) 떨어져 있다.
2016년 기준 인구는 35,279명이었다.
2018년 3월 26일 공화국 대통령령으로 도시 지위로 승격되었다.
림비아테는 신경정신과 병원이 위치했던 몸벨로 프라치오네를 통합한다.